# Octoceras
Octoceras é um género botânico pertencente à família Brassicaceae.